# Liste des camps de concentration nazis
 (janvier 2019).
Si vous disposez d'ouvrages ou d'articles de référence ou si vous connaissez des sites web de qualité traitant du thème abordé ici, merci de compléter l'article en donnant les références utiles à sa vérifiabilité et en les liant à la section « Notes et références ».
Cette liste comprend les camps de concentration, les camps de concentration de jeunes (de), les camps d'extermination, camps de transit et divers autres camps similaires de la période du Troisième Reich.

## Carte

Carte des camps de concentration nazis

## Camps de concentration des années 1930
Les premiers camps de concentration (auparavant souvent dénommés camps de concentration « sauvages ») regroupent les camps créés après la prise de pouvoir par Adolf Hitler, de manière non systématique et dans des conditions différentes de rattachement, afin d'éliminer les opposants politiques au nazisme.
Ils partagent pour caractéristique, une construction toujours antérieure à la création de « l'inspection des camps de concentration », pour la plupart une existence assez courte, et un rattachement diversifié : SA, SS, ministère de l'Intérieur, etc.
Bien que quelques-uns de ces camps aient été plus tard intégrés dans le système des camps de concentration de la SS, on les considère comme des camps de concentration « précoces » lorsqu'ils ont été construits puis fermés avant le déclenchement de la Seconde Guerre mondiale ou lorsque leur fonction a été par la suite modifiée.
Le camp de Dachau fait exception puisqu'il sera le seul de ces camps à rester utilisé jusqu'à la fin de la guerre et servira de prototype à tous les camps de concentration ultérieurs.
| Nom                                                                | Pays                                                                                        | Type                                                                              | Dates                                                                 | Nombre estimé de prisonniers                                                 | Nombre estimé de morts                                                                |
| ------------------------------------------------------------------ | ------------------------------------------------------------------------------------------- | --------------------------------------------------------------------------------- | --------------------------------------------------------------------- | ---------------------------------------------------------------------------- | ------------------------------------------------------------------------------------- |
| Bad Sulza                                                          | Allemagne                                                                                   | Camp de concentration                                                             | Juillet 1933 - juillet 1937                                           | 850                                                                          | -                                                                                     |
| Benninghausen                                                      | Allemagne                                                                                   | Camp de concentration de la SA                                                    | 29 mars 1933 - 28 septembre 1933                                      | 344                                                                          | Indéterminé                                                                           |
| Börgermoor                                                         | Allemagne                                                                                   | Camp de concentration                                                             | -                                                                     | -                                                                            | -                                                                                     |
| Brandebourg-sur-la-Havel                                           | Allemagne                                                                                   | Camp de concentration Plus tard institution de mise à mort du Programme Aktion T4 | Août 1933 - février 1934                                              | Entre 1 000 et 1 200                                                         | Au moins 3 jusqu'à 1934 (camp de concentration) ; 9 772 en 1940 (Programme Aktion T4) |
| Breitenau                                                          | Allemagne                                                                                   | Camp de concentration Plus tard « camp d'éducation par le travail »               | Juin 1933 - mars 1934 Respectivement 1940 - 1945                      | Respectivement 470 et 8 500                                                  | -                                                                                     |
| Columbia-Haus (Berlin-Tempelhof)                                   | Allemagne                                                                                   | Prison de la Gestapo et camp de concentration                                     | 27 décembre 1934 - 5 décembre 1936                                    | Environ 10 000                                                               | -                                                                                     |
| Camps du Pays de l'Ems (plusieurs petits camps)                    | Allemagne                                                                                   | Jusqu'à 1936 camp de concentration Ensuite camp pénitentiaire                     | 1933 - 1945                                                           | Environ 80 000 détenus et prisonniers De 100 à 180 000 prisonniers de guerre | Environ 30 000 (principalement des prisonniers de guerre soviétiques)                 |
| Heuberg Plus tard déplacé vers le camp d'Oberer Kuhberg (de) (Ulm) | Allemagne                                                                                   | Camp de détention préventive                                                      | Mars 1933 - novembre 1933 respectivement novembre 1933 - juillet 1935 | 3000 respectivement 800                                                      | -                                                                                     |
| Hradischko                                                         | Actuelle République tchèque, à une vingtaine de kilomètres de Prague (Allemagne à l'époque) |                                                                                   | 1944 - 1945                                                           |                                                                              |                                                                                       |
| Kemna                                                              | Allemagne                                                                                   | Camp de concentration                                                             | Juin 1933 - janvier 1934                                              | 4 500                                                                        | -                                                                                     |
| Kislau                                                             | Bade/Allemagne                                                                              | Camp de concentration du ministère de l'intérieur de Bade                         | 21 avril 1933 - 1er avril 1939                                        | -                                                                            | 1                                                                                     |
| Leschwitz                                                          | Görlitz/Allemagne                                                                           | Camp de concentration                                                             | Mars 1933 - 30 août 1933                                              | 1000-1500                                                                    | Inconnu                                                                               |
| Lichtenburg à Prettin                                              | Allemagne                                                                                   | Camp de concentration pour hommes puis pour femmes                                | Juin 1933 - 15 mai 1939                                               | -                                                                            | -                                                                                     |
| Oranienburg                                                        | Allemagne                                                                                   | Camp de regroupement                                                              | Mars 1933 - juillet 1934                                              | 3 000                                                                        | Au moins 16                                                                           |
| Osthofen                                                           | Allemagne                                                                                   | Camp de regroupement                                                              | Mars 1933 - juillet 1934                                              | -                                                                            | -                                                                                     |
| Sachsenburg                                                        | Allemagne                                                                                   | Camp de concentration                                                             | Juin 1933 - juillet 1937                                              | 2 000                                                                        | Au moins 11                                                                           |
| Wittmoor (Hambourg-Lemsahl-Mellingstedt)                           | Allemagne                                                                                   | Camp de détention préventive                                                      | 31 mars 1933 - 18 octobre 1933                                        | -                                                                            | -                                                                                     |

## Camps de concentration de l'IKL puis du WVHA
Les camps de concentration fondés par l’Inspection des camps de concentration (IKL), qui pour la plupart sont restés en fonction jusqu'à la fin de la guerre, sont ceux qui sont généralement visés par le terme générique de « camp de concentration ».
D'après un ordre de Heinrich Himmler, seuls ces camps rattachés à l'Inspection pouvaient être ainsi officiellement considérés comme des camps de concentration (en allemand Konzentrationslager abrégé en KZ).
Plus tard, l'inspection des camps de concentration a été rattachée à l'Office central SS pour l'économie et l'administration (WVHA).
Ces camps se caractérisaient, en dehors de leurs conditions de rattachement, par leur structure spécifique et commune calquée sur le « modèle de Dachau » :
- séparation de la garde entre équipe de commandement d'un côté, toujours divisée en départements sensiblement identiques, et gardiens proprement dits de l'autre,
- existence d'un système d'affectation de prisonniers à des fonctions identifiées,
- hiérarchie discriminante fondée sur l'appartenance sociale et/ou à une race inférieure (voir aussi le système de marquage nazi des prisonniers).

Le règlement du camp élaboré en 1933 par Theodor Eicke à Dachau a été généralisé.
Les camps érigés par la suite (Sachsenhausen ou Buchenwald) ont utilisé la structure des baraquements de Dachau avec des plans symétriques.
En plus des camps principaux, sont listés également tous les camps annexes. Le pays indiqué est celui où se trouve le camp aujourd'hui.
| Nom                                | Pays      | Type                                                      | Usage                                  | Nombre estimé de prisonniers | Nombre estimé de morts |
| ---------------------------------- | --------- | --------------------------------------------------------- | -------------------------------------- | ---------------------------- | ---------------------- |
| Arbeitsdorf (Fallersleben)         | Allemagne | Camp de concentration                                     | Avril 1942 - octobre 1942              | -                            | -                      |
| Auschwitz I                        | Pologne   | Camp de concentration                                     | Mai 1940 - janvier 1945                | au moins 100 000             | de 60 000 à 70 000     |
| Auschwitz II - Birkenau            | Pologne   | Camp d'extermination                                      | Octobre 1941 - janvier 1945            | 400 000                      | 1 100 000 - 1 500 000  |
| Auschwitz III - Monowitz           | Pologne   | Camp de concentration                                     | Fin 1942 - janvier 1945                | environ 300 000              | environ 25 000         |
| Bergen-Belsen                      | Allemagne | Camp d'échange, camp de concentration                     | Avril 1943 - avril 1945                | -                            | 150 000                |
| Buchenwald                         | Allemagne | Camp de concentration                                     | Juillet 1937 - avril 1945              | 250 000                      | 56 000                 |
| Kochem                             | Allemagne | Camp de concentration, annexe de Natzweiler/Struthof      | Mars 1944 - septembre 1944             | -                            | -                      |
| Dachau                             | Allemagne | Camp de concentration                                     | Mars 1933 - avril 1945                 | 200 000                      | au moins 30 000        |
| Entrepôt G (Hambourg)              | Allemagne | Camp de concentration, annexe d'Auschwitz                 | Juillet 1944 - avril 1945              | 3 000                        | ?                      |
| Dora-Mittelbau                     | Allemagne | Camp de concentration                                     | Septembre 1943 - avril 1945            | 60 000                       | au moins 20 000        |
| Eberswalde (de)                    | Allemagne | Camp de concentration, annexe de Sachsenhausen            |                                        | -                            | -                      |
| Engerhafe                          | Allemagne | Camp de concentration, annexe de Neuengamme               | Octobre 1944 - décembre 1944           | environ 2 200                | 188                    |
| Flossenbürg                        | Allemagne | Camp de concentration                                     | Mai 1938 - avril 1945                  | au moins 100 000             | 30 000                 |
| Gross-Rosen                        | Pologne   | Camp de concentration                                     | Août 1940 - février 1945               | 125 000                      | 40 000                 |
| Hersbruck                          | Allemagne | Camp de concentration, annexe de Flossenbürg              | Mai 1944 - avril 1945                  | 9 000                        | au moins 4 000         |
| Bois-le-Duc-Vught                  | Pays-Bas  | Camp de concentration                                     | 12 janvier 1943 - début septembre 1944 | -                            | 749                    |
| Hinzert                            | Allemagne | Camp de travail, camp de transit, « Eindeutschungslager » | 1er juillet 1940 - début mars 1945     | 14 000                       | au moins 302           |
| Rawa Ruska                         | Ukraine   | Camp de concentration                                     | Juin 1941 - janvier 1943               | -                            | 18 000                 |
| Riga-Kaiserwald                    | Lettonie  | Camp de concentration                                     | Mars 1943 - septembre 1944             | -                            | -                      |
| Kaufering (de) (près de Landsberg) | Allemagne | Camp de concentration, camp annexe de Dachau              | Juin 1944 - avril 1945                 | 30 000                       | au moins 14 500        |
| Kaltenkirchen                      | Allemagne | Camp de concentration                                     | Août 1944 - avril 1945                 | -                            | environ 700            |
| Kaunas                             | Lituanie  | Camp de concentration                                     | Juin 1940 - août 1944                  | -                            | -                      |
| Ladelund                           | Allemagne | Camp de concentration, camp annexe de Neuengamme          | Novembre 1944 - décembre 1944          | environ 2000                 | 301                    |
| Langenstein-Zwieberge              | Allemagne | Camp annexe de Buchenwald                                 | Avril 1944 - 11 avril 1945             | 7 000                        | 2 000                  |
| Majdanek (KZ Lublin)               | Pologne   | Camp de concentration, camp d'extermination               | Juillet 1941 - juillet 1944            | -                            | 78 000                 |
| Mauthausen                         | Autriche  | Camp de concentration                                     | Août 1938 - mai 1945                   | 195 000                      | au moins 95 000        |
| Moringen                           | Allemagne | Camp de concentration                                     | 1933 - mars 1938                       | -                            | -                      |
| Natzweiler-Struthof                | France    | Camp de concentration                                     | Mai 1941 - septembre 1944              | 52 000                       | environ 22 000         |
| Neuengamme                         | Allemagne | Camp de concentration                                     | 13 décembre 1938 - 4 mai 1945          | 106 000                      | 55 000                 |
| Niederhagen                        | Allemagne | Camp de concentration                                     | Septembre 1941 - début 1943            | 3 900                        | 1 285                  |
| Płaszów                            | Pologne   | Camp de concentration                                     | Décembre 1942 - janvier 1945           | au moins 150 000             | au moins 9 000         |
| Ravensbrück                        | Allemagne | Camp de concentration de femmes                           | Mai 1939 - avril 1945                  | 150 000                      | 70 000 - 90 000        |
| Sachsenhausen                      | Allemagne | Camp de concentration                                     | Juillet 1936 - avril 1945              | au moins 200 000             | 100 000                |
| Stutthof                           | Pologne   | Camp de concentration                                     | Septembre 1939 - mai 1945              | 110 000                      | 65 000                 |
| Vaivara                            | Estonie   | Camp de concentration                                     |                                        | -                            | -                      |
| Varsovie                           | Pologne   | Camp de concentration                                     |                                        | -                            | -                      |
| Welzheim                           | Allemagne | Camp de concentration                                     | 1935 - avril 1945                      | au moins 2 000               | (7)                    |
| Wieda                              | Allemagne | Camp de concentration                                     | 1944-1945                              | environ 1 200                |                        |
| Wöbbelin                           | Allemagne | Camp annexe de Neuengamme, Sterbelager                    | 12 février 1945 - 2 mai 1945           | environ 5 000                | > 1 000                |

## Centres d'extermination
Les historiens de la Shoah comme Saul Friedländer ou Raoul Hilberg recensent six centres d'extermination nazis qui ont exclusivement ou essentiellement servi à l'exécution organisée et massive d'êtres humains, dont une écrasante majorité de juifs. Ils sont créés à la suite d'une décision locale, comme Chelmno, dans le cadre de l'Aktion Reinhardt et à la suite des décisions de la Conférence de Wannsee concernant la Solution finale. S'ils se singularisent par l'industrialisation du processus de mise à mort, ils ne peuvent être séparés d'autres lieux d'extermination massive, comme Babi Yar ou Maly Trostenets. En Alsace, les nazis établirent le camp de concentration de Natzweiler-Struthof de mai 1941 à septembre 1944, où 25 000 prisonniers trouvèrent la mort, dont 86 juifs par la chambre à gaz et son crématorium.
| Nom                | Dates                                                  | Nombre estimé de morts   |
| ------------------ | ------------------------------------------------------ | ------------------------ |
| Auschwitz-Birkenau | Septembre 1941 - janvier 1945                          | Plus de 1 100 000        |
| Bełżec             | Mars 1942 - décembre 1942                              | Entre 450 000 et 500 000 |
| Chełmno            | Décembre 1941 - avril 1943 ; avril 1944 - janvier 1945 | Entre 150 000 et 340 000 |
| Majdanek           | Octobre 1941 à juillet 1944                            | 78 000                   |
| Sobibór            | Mai 1942 - octobre 1943                                | 250 000                  |
| Treblinka          | Juillet 1942 - novembre 1943                           | Entre 700 000 et 900 000 |

## Camps duProgramme Aktion T4
| T4 - Installation d'euthanasie | Lieu                     | Bundesland actuel | Période de fonctionnement          |
| ------------------------------ | ------------------------ | ----------------- | ---------------------------------- |
| Grafeneck                      | Gomadingen               | Bade-Wurtemberg   | 20 janvier 1940 - décembre 1940    |
| Brandebourg-sur-la-Havel       | Brandebourg-sur-la-Havel | Brandebourg       | 8 février 1940 - octobre 1940      |
| Hartheim                       | Alkoven près de Linz     | Autriche          | 6 mai 1940 - décembre 1944         |
| Sonnenstein                    | Pirna                    | Saxe              | Juin 1940 - Septembre 1942         |
| Bernburg                       | Bernbourg                | Saxe-Anhalt       | 21 novembre 1940 - 30 juillet 1943 |
| Hadamar                        | Hadamar                  | Hesse             | Janvier 1941 - 31 juillet 1942     |

## Camps de transit
Les camps de transit étaient des camps de regroupement dans lesquels les prisonniers étaient enfermés avant d'être envoyés dans les camps d'extermination.
| Nom                                 | Pays               | Type | Dates                                         | Nombre estimé de prisonniers | Nombre estimé de morts |
| ----------------------------------- | ------------------ | --- | --------------------------------------------- | ---------------------------- | ---------------------- |
| Malines                             | Belgique           | Camp de regroupement et de transit. | Juillet 1942 à septembre 1944                 | 25 900                       | -                      |
| Drancy                              | France             | Camp de regroupement et de transit. | 20 août 1941 - 18 août 1944                   | -                            | -                      |
| Camp de Royallieu à Compiègne       | France             | Camp de regroupement et de transit. | Juin 1941 à août 1944                         | 53 000                       | 2 300                  |
| Camp des Milles à Aix-en-Provence   | France             | Camp d'internement et de déportation. | Août 1942 à septembre 1942                    |                              |                        |
| Beaune-la-Rolande (camp de transit) | France             | Camp de regroupement et de transit. | Mai 1941 à juillet 1943                       |                              |                        |
| Pithiviers (camp de transit)        | France             | Camp de regroupement et de transit. | Mai 1941 à août 1944                          |                              |                        |
| Voves                               | France             | Camp de regroupement et de transit. | Janvier 1942 à mai 1944                       | 2 040                        | 400                    |
| Nováky                              | Slovaquie          | Camp de regroupement et de transit. |                                               | -                            | -                      |
| Risiera di San Sabba                | Italie             | Camp de regroupement et de transit. | 20 octobre 1943 - 30 avril 1945               | 20 000 - 25 000              | 3 000 - 5 000          |
| Sereď                               | Slovaquie          | Camp de regroupement et de transit. |                                               | -                            | -                      |
| Theresienstadt                      | République tchèque | Prison de la Gestapo. Camp de regroupement et de transit. À des fins de propagande, il fut spécialement arrangé en vue des inspections de la Croix-Rouge. | Juin 1940 - mai 1945 novembre 1941 - mai 1945 | 32 000 140 000               | 2 500 35 000           |
| Westerbork                          | Pays-Bas           | Camp de regroupement et de transit. | Octobre 1939 - avril 1945                     | 102 000                      | -                      |
| Innsbruck-Reichenau                 | Autriche           | Camp de transit. | 1941 - 1945                                   | 8 500                        | 130                    |
| Strasshof                           | Autriche           | Camp de transit et de travail forcé. | printemps 1942 - avril 1945                   | 21 000 ?                     | -                      |

## Camp de concentration pour jeunes
| Lieu             | Pays      | Type                                                          | Dates                  | Nombre estimé de prisonniers | Nombre estimé de morts |
| ---------------- | --------- | ------------------------------------------------------------- | ---------------------- | ---------------------------- | ---------------------- |
| Moringen         | Allemagne | -                                                             | 1940 - avril 1945      | 1 400                        | Au moins 89            |
| Uckermark        | Allemagne | Jeunes filles / jeunes femmes, plus tard camp d'extermination | Juin 1942 - avril 1945 | ?                            | Environ 3 000          |
| Łódź (Kinder KZ) | Pologne   | Enfants et jeunes polonais                                    | Décembre 1942          | ?                            | 500                    |

## Divers autres camps similaires
Ce sont par exemple les camps d'éducation par le travail, les camps de prisonniers de guerre ou les camps de travail forcé. Ces camps sont difficiles à caractériser en raison de la hiérarchie raciste instaurée par les nazis. Ainsi, les prisonniers de guerre alliés occidentaux, considérés comme faisant partie de la « race nordique », étaient généralement bien traités, tandis qu'en particulier les soldats de l'Armée rouge étaient confrontés dans leurs camps de prisonniers à des situations similaires à celles des camps de concentration. Même les camps d'éducation par le travail se distinguaient souvent peu des camps de concentration.
| Nom                | Pays                 | Type                                                     | Dates                           | Nombre estimé de prisonniers          | Nombre estimé de morts                          |
| ------------------ | -------------------- | -------------------------------------------------------- | ------------------------------- | ------------------------------------- | ----------------------------------------------- |
| Bolzano            | Tyrol du Sud, Italie | « Camp de transit de la police »                         | Juillet 1944 - avril 1945       | 15 000 juifs « politiques » et autres | Au moins 20 (?)                                 |
| Breendonk          | Belgique             | Prison, camp de torture et camp de travail               | Septembre 1940 - septembre 1944 | Mininum 3 532                         | Minimum 391                                     |
| Grini              | Norvège              | Prison                                                   | Juin 1941 - mai 1945            | 19 788                                | 8                                               |
| Espeland           | Norvège              | camp de torture et camp de travail                       | été 1943 - 1945                 |                                       |                                                 |
| Janowska (Lemberg) | Ukraine              | Camp de travail forcé ; installation de meurtre de masse | Septembre 1941 - novembre 1943  | -                                     | 100 000 - 200 000, la plupart juifs             |
| Jasenovac          | Croatie              | Camp d'extermination (Oustachis - Croatie)               | 1941 - 1945                     | (1 000 000)                           | 90 000 : Serbes, juifs, Roms, Croates, Bosniens |
| Le Vernet          | France               | Camp d'internement (Vichy - France)                      | 1939 - 1944                     | -                                     | -                                               |
| Mielec             | Pologne              | Camp de travail puis camp de concentration               | mars 1942 - août 1944           | 1500-2000                             |                                                 |
| Schirmeck          | France               | Camp de rééducation pour Alsaciens et Mosellans.         | Juillet 1940 - novembre 1944    | 10 000 ?                              | 78                                              |

### Sources
- (de) Cet article est partiellement ou en totalité issu de l’article de Wikipédia en allemand intitulé « Liste der deutschen Konzentrationslager » (voir la liste des auteurs).